# 外交部駐滬辦事處
外交部駐滬辦事處是中華民國外交部在上海設立的派出機構，以取代原有的特派駐滬交涉員公署。民國16年（1927年）6月1日在上海楓林橋設立。期間因淞滬會戰、太平洋戰爭等緣故一度轉入地下及裁撤。民國34年（1945年）12月，因抗戰勝利后恢復。民國38年（1949年）5月，因上海战役被終止。